# Canton d'Évreux-3
Le canton d'Évreux-3 est une circonscription électorale française du département de l'Eure en région Normandie créée par le décret du 25 février 2014 et entrée en vigueur lors des élections départementales de 2015.

## Histoire
Un nouveau découpage territorial de l'Eure (département) entre en vigueur à l'occasion des élections départementales de mars 2015, défini par le décret du 25 février 2014, en application des lois du 17 mai 2013 (loi organique 2013-402 et loi 2013-403). Les conseillers départementaux sont, à compter de ces élections, élus au scrutin majoritaire binominal mixte. Les électeurs de chaque canton élisent au Conseil départemental, nouvelle appellation du Conseil général, deux membres de sexe différent, qui se présentent en binôme de candidats. Les conseillers départementaux sont élus pour 6 ans au scrutin binominal majoritaire à deux tours, l'accès au second tour nécessitant 12,5 % des inscrits au 1er tour. En outre la totalité des conseillers départementaux est renouvelée. Ce nouveau mode de scrutin nécessite un redécoupage des cantons dont le nombre est divisé par deux avec arrondi à l'unité impaire supérieure si ce nombre n'est pas entier impair, assorti de conditions de seuils minimaux. Dans l'Eure, le nombre de cantons passe ainsi de 43 à 23.
Le nouveau canton d'Évreux-3 est formé de communes des anciens cantons de Évreux-Sud (5 communes), de Pacy-sur-Eure (2 communes), de Évreux-Est (7 communes) et de Val-de-Reuil (1 commune). Avec ce redécoupage administratif, le territoire du canton s'affranchit des limites d'arrondissements, avec 14 communes incluses dans l'arrondissement de Évreux et 1 dans l'arrondissement des Andelys. Le bureau centralisateur est situé à Évreux.

## Représentation
| Période élective | Période élective | Mandat | Mandat   | Identité         | Nuance | Nuance | Qualité |
| ---------------- | ---------------- | ------ | -------- | ---------------- | ------ | ------ | --- |
| 2015             | 2021             | 2015   | 2021     | Xavier Hubert    |        | DVD    | Maire des Baux-Sainte-Croix (2008-2020) |
| 2015             | 2021             | 2015   | 2021     | Diane Leseigneur |        | LR     | Adjointe au maire d'Évreux 8e vice-présidente du Conseil départemental, chargée de l’urbanisme, de l'habitat, du logement et de l'économie sociale, solidaire et circulaire.                          |
| 2021             | 2028             | 2021   | en cours | Xavier Hubert    |        | DVD    | 12ème vice-président du conseil départemental, chargé de la sécurité et de la prévention de la délinquance, Les Baux-Sainte-Croix                                                                     |
| 2021             | 2028             | 2021   | en cours | Diane Leseigneur |        | DVD    | Adjointe LR au maire d'Évreux, 12ème vice-présidente du conseil départemental, chargée de l’urbanisme, de l’habitat, du logement, de la politique de la ville et de revitalisation des centres-villes |

### Résultats détaillés

#### Élections de mars 2015
À l'issue du 1er tour des élections départementales de 2015, deux binômes sont en ballottage : Xavier Hubert et Diane Leseigneur (Union de la Droite, 33,07 %) et Julie Camoin et Christian Lesuffleur (FN, 29,03 %). Le taux de participation est de 47,11 % (6 245 votants sur 13 256 inscrits) contre 50,53 % au niveau départemental et 50,17 % au niveau national.
Au second tour, Xavier Hubert et Diane Leseigneur (Union de la Droite) sont élus avec 64,86 % des suffrages exprimés et un taux de participation de 46,63 % (3 581 voix pour 6 183 votants et 13 259 inscrits).

#### Élections de juin 2021
Le premier tour des élections départementales de 2021 est marqué par un très faible taux de participation (33,26 % au niveau national). Dans le canton d'Évreux-3, ce taux de participation est de 29,96 % (3 896 votants sur 13 005 inscrits) contre 33,02 % au niveau départemental. À l'issue de ce premier tour, deux binômes sont en ballottage : Xavier Hubert et Diane Leseigneur (DVD, 45,48 %) et Fernand Barral et Nathalie Lagouge (DVG, 30,48 %).
Le second tour des élections est marqué une nouvelle fois par une abstention massive équivalente au premier tour. Les taux de participation sont de 34,3 % au niveau national, 32,76 % dans le département et 30,93 % dans le canton d'Évreux-3. Xavier Hubert et Diane Leseigneur (DVD) sont élus avec 60,66 % des suffrages exprimés (2 256 voix pour 4 023 votants et 13 008 inscrits),,.

## Composition
Le canton d'Évreux-3 comprend quinze communes entières et une fraction de la commune d'Évreux.
| Nom                            | Code Insee | Intercommunalité              | Superficie (km2) | Population (dernière pop. légale)                | Densité (hab./km2) | Modifier                                    |
| ------------------------------ | ---------- | ----------------------------- | ---------------- | ------------------------------------------------ | ------------------ | ------------------------------------------- |
| Évreux (bureau centralisateur) | 27229      | CA Évreux Portes de Normandie | 26,46            | Fraction : 11 974 (2022) Commune : 48 335 (2022) | 1 827              | modifier les données · modifier les données |
| Angerville-la-Campagne         | 27017      | CA Évreux Portes de Normandie | 3,62             | 1 404 (2022)                                     | 388                | modifier les données · modifier les données |
| Les Baux-Sainte-Croix          | 27044      | CA Évreux Portes de Normandie | 17,03            | 868 (2022)                                       | 51                 | modifier les données · modifier les données |
| Boncourt                       | 27081      | CA Évreux Portes de Normandie | 4,15             | 186 (2022)                                       | 45                 | modifier les données · modifier les données |
| Cierrey                        | 27158      | CA Évreux Portes de Normandie | 4,03             | 808 (2022)                                       | 200                | modifier les données · modifier les données |
| Fauville                       | 27234      | CA Évreux Portes de Normandie | 3,32             | 317 (2022)                                       | 95                 | modifier les données · modifier les données |
| Gauciel                        | 27280      | CA Évreux Portes de Normandie | 7,72             | 976 (2022)                                       | 126                | modifier les données · modifier les données |
| Guichainville                  | 27306      | CA Évreux Portes de Normandie | 15,32            | 3 077 (2022)                                     | 201                | modifier les données · modifier les données |
| Huest                          | 27347      | CA Évreux Portes de Normandie | 6,57             | 776 (2022)                                       | 118                | modifier les données · modifier les données |
| Miserey                        | 27410      | CA Évreux Portes de Normandie | 8,11             | 599 (2022)                                       | 74                 | modifier les données · modifier les données |
| Le Plessis-Grohan              | 27464      | CA Évreux Portes de Normandie | 8,28             | 928 (2022)                                       | 112                | modifier les données · modifier les données |
| Saint-Luc                      | 27560      | CA Évreux Portes de Normandie | 5,08             | 244 (2022)                                       | 48                 | modifier les données · modifier les données |
| Sassey                         | 27615      | CA Évreux Portes de Normandie | 4,28             | 198 (2022)                                       | 46                 | modifier les données · modifier les données |
| La Trinité                     | 27659      | CA Évreux Portes de Normandie | 2,99             | 128 (2022)                                       | 43                 | modifier les données · modifier les données |
| Le Val-David                   | 27668      | CA Évreux Portes de Normandie | 6,79             | 672 (2022)                                       | 99                 | modifier les données · modifier les données |
| Le Vieil-Évreux                | 27684      | CA Évreux Portes de Normandie | 11,57            | 840 (2022)                                       | 73                 | modifier les données · modifier les données |
| Canton d'Évreux-3              | 2711       |                               |                  | 23 995 (2022)                                    |                    | modifier les données                        |

La partie de la commune d'Évreux intégrée dans le canton est celle non comprise dans les cantons d'Évreux-1 et d'Évreux-2.

## Démographie
En 2022, le canton comptait 23 995 habitants, en évolution de +3,57 % par rapport à 2016 (Eure : −0,25 %, France hors Mayotte : +2,11 %).
| 2013   | 2018   | 2022   |
| ------ | ------ | ------ |
| 23 130 | 22 869 | 23 995 |